# エウペーモス
エウペーモス（古代ギリシャ語: Εὔφημος, ラテン文字転写: Euphēmos）はギリシア神話の人物である。海神ポセイドーンの息子、トロイゼーノスの息子の二人が登場する。長母音を省略してエウペモスとも表記する。

## ポセイドーンの息子
この人物はタイナロンの英雄で、巨人ティテュオスの娘エウローペーとポセイドーンの子。泳ぎの名手で、水面の上を足を濡らさずに走ることができたともいう。イアーソーン率いるアルゴナウタイの遠征に参加した。アポロドーロスによれば、シュムプレーガデスの岩をアルゴー船が通り抜ける際、ピーネウスの助言にしたがって鳩を放ったのはエウペーモスだったとされる。コルキスからの帰還後、イオールコスで催されたペリアースの葬礼競技では、エウペーモスは2頭立ての戦車競走に勝利したとされる。

### キューレーネー王家の祖
ピンダロスの「ピューティア第四祝勝歌」についてのツェツェース（Tzetzes, およそ1110年 - 1180年）の注釈によれば、エウペーモスとレームノス島の女とのあいだにレウコパネスが生まれ、リビュアーのキューレーネー市を創建したバットスはその子孫である。
カール・ケレーニイによると、アルゴナウタイが北アフリカのトリートーネス湖に至ったとき、現れた海神トリートーンに地中海に戻る道を尋ねたのはエウペーモスだった。トリートーンは土の塊をエウペーモスに手渡し、このことはリビュアーの統治権を与えるという意味があった。
一行がクレーテー島を経てアナペー島を出航したとき、エウペーモスは次のような夢を見た。土の塊が乙女となってエウペーモスは乙女と交わった。乙女はトリートーンと女神リビュエーの娘であると名乗り、エウペーモスの子孫が日光のもとに浮かび上がれるよう自分をネーレーイデスのもとに投げ込むように告げた。この夢の話を聞いたイアーソーンにすすめられて、エウペーモスが土の塊を海中に投じると、深みから島が浮かび上がってカリステー（もっとも美しい）島となった。のちのテーラ島（現在のサントリーニ島）であり、この地にエウペーモスの後裔の一族が住むことになった。ロバート・グレーヴスによれば、上に述べたバットスがテーラ島からキューレーネーに移住したのは紀元前7世紀のことである。

## トロイゼーノスの息子
ホメーロスの叙事詩『イーリアス』において、トロイア戦争の9年目にイーリオス側の味方として参加した将の一人とされる。